# Solinka (Subkarpaten)
Solinka is een plaats in het Poolse district Leski, woiwodschap Subkarpaten. De plaats maakt deel uit van de gemeente Cisna en telt 10 inwoners.